# Liste des épisodes d'Alice Nevers : Le juge est une femme
 (septembre 2016).
Si vous disposez d'ouvrages ou d'articles de référence ou si vous connaissez des sites web de qualité traitant du thème abordé ici, merci de compléter l'article en donnant les références utiles à sa vérifiabilité et en les liant à la section « Notes et références ».
Cet article présente la liste des épisodes de la série télévisée française Alice Nevers.

## Liste des saisons

### Première saison (2002-2003)
1. Soumission
2. Juge contre juge
3. Jackpot

### Deuxième saison (2003-2004)
1. Mort en salle
2. Mort d'une fille modèle
3. Les Risques du métier

### Troisième saison (2004-2005)
1. Ficelle
2. La Dernière étoile

### Quatrième saison (2005-2006)
1. La Petite marchande de fleurs (avec Xavier Deluc)
2. La Loi du marché
3. Feu le soldat du feu

### Cinquième saison (2006-2007)
1. Des goûts et des couleurs
2. À cœur perdu
3. Mince à mourir
4. Cas de conscience
5. Mauvaise Rencontre

### Sixième saison (2007)
1. Les Diamants du palais
2. Liquidation totale
3. Cas d'école
4. Le Prix de la vie
5. Une vie dans l'ombre
6. À cœur et à sang

### Septième saison (2009)
1. Faute d'ADN
2. L'Homme en blanc (avec Margot Abascal)
3. Princesse
4. La Menace
5. Sous X

### Huitième saison (2010)
1. Ressources inhumaines
2. Les Enfants de la lumière
3. La Dette
4. Mort de rire
5. Risque majeur
6. Par amour

### Neuvième saison (2011)
1. À la folie
2. Tarif étudiante
3. Un amour interdit
4. Réparation
5. Une ombre au tableau
6. Permis de tuer

### Dixième saison (2012)
1. Jardin secret (avec Clovis Fouin)
2. Animal
3. Meurtre Discount
4. En plein cœur
5. Famille en péril
6. Bio Connection

### Onzième saison (2013)
1. Tout confort
2. Trop mortel
3. Trop d'amour
4. Au-delà des apparences (avec Mathieu Simonet)
5. Peur en ville
6. Amazones
7. Blessures invisibles, 1re partie
8. Blessures invisibles, 2e partie

### Douzième saison (2014)
1. Les Dessous du palais (Avec la participation de Jean Dell)
2. Donnant donnant
3. Entre Dieu et Diable
4. XXL
5. Enquête d'identité (avec Fabian Wolfrom)
6. À fleur de peau
7. Inexistence
8. D'entre les morts
9. Raison d'état
10. Au cœur du mal

### Treizième saison (2015)
1. Intime conviction
2. Illusion mortelle
3. La Loi de la jungle
4. Un cas de conscience
5. Les Liens du cœur
6. Double espoir
7. D-Day
8. Gitans
9. À brides abattues
10. Chut !

### Quatorzième saison (2016)
1. Mort pour la France
2. Survivre
3. Mauvais genre
4. Rebelle
5. Fight
6. Une vie de plus
7. Affaires de famille
8. Dernier recours
9. Ma vie pour la tienne
10. Une femme d'influence

### Quinzième saison (2017)
1. Les liens du sang
2. Cam girl
3. Disparue
4. La mémoire dans la peau
5. Lanceuse d'alerte
6. Divine compagnie
7. Esprit es-tu là ?
8. Cas d'urgence
9. Cryo
10. Justicière

### Seizième saison (2018)
1. La loi du silence
2. 50 jours pour mourir
3. Irréparable
4. Mise à mort
5. Désir fatal
6. Livraison mortelle
7. Mères en colère
8. La corde sensible
9. Dans la peau
10. La revenante

### Dix-septième saison (2019)
1. Série noire (1/2)
2. Série noire (2/2)
3. Enfant 3.0
4. Mauvaises ondes
5. Le prix du silence
6. Intelligence
7. De l'autre côté (1/2)
8. De l'autre côté (2/2)
9. Pour elle
10. Mortelle évasion

### Dix-huitième saison (2020)
Cette saison ne comporte que 6 épisodes -  La diffusion est arrêtée à l'issue de l'épisode 6 sur TF1, La Une et RTS Un.
1. La rançon
2. Dilemme
3. Ma puce (avec Yann Trégouët)
4. Rumeurs
5. Le pacte (1/2)
6. Le pacte (2/2)

### Dix-neuvième saison (2022)
Les deux derniers épisodes ont été diffusés le 5 février 2022 sur La Une et le 10 février 2022 sur TF1.
1. Cavalcades (1/2) (avec Laurent Gamelon dans le rôle du commissaire)
2. Cavalcades (2/2) (Avec Laurent Gamelon et avec la participation exceptionnelle de : Jean Dell, Guillaume Carcaud, Arnaud Binard, Daniel-Jean Colloredo, Loïc Legendre, Alexandre Varga et de Pierre Santini)

### Vingtième saison (2025)
Un épisode en deux parties est en cours de tournage avec le retour de Marine Delterme et de Jean-Michel Tinivelli.
Il est diffusé pour la première fois en Belgique le 14 juin 2025 sur La Une.
1. Le Piège (1/2) (avec Philippe Lefebvre dans le rôle de Maxime Vianey).
2. Le Piège (2/2) (avec Philippe Lefebvre dans le rôle de Maxime Vianey).